# Enter Sandman
Enter Sandman (укр. Піщаний чоловік) — пісня гурту Metallica, що вийшла 1991 року. Ця пісня стала першим синглом п'ятого, славнозвісного альбому Metallica, також знаного як The Black Album. Музику написали Кірк Гемметт, Джеймс Гетфілд та Ларс Ульріх. Текст, який написав вокаліст та ритм-гітарист Гетфілд, передає образи дитячих нічних кошмарів. Настрій пісні являє собою страхітливу колискову, яка залякує дитину.
Sandman (слово складається з двох слів sand — пісок, man — людина, тобто дослівний переклад — людина піску. Літературний переклад слова — дрімота) — містичний персонаж у фольклорі Північної Європи, який навіює хороші сни за допомогою магічного піску, розсипаючи його на повіки сплячих дітей.
Пісня належить до числа тих, які гурт найчастіше виконує під час концертів. Станом на 27 серпня 2012 вона прозвучала зі сцени 1 108 разів. За цим показником її випереджають композиції, що вийшли раніше Enter Sandman: For Whom the Bell Tolls (1 232), One (1 251), Seek & Destroy (1 322), Creeping Death (1 352) і Master of Puppets (1 395).

## Історія створення
«Enter Sandman» стала першою композицією, написаною гуртом для альбому Metallica. На той час більшість пісень написали ритм-гітарист Джеймс Гетфілд та барабанщик Ларс Ульріх, після чого вони взяли записи з заготовками для майбутніх пісень у гітариста Кірка Геметта та басиста Джейсона Ньюстеда. Останні, в свою чергу, запропонували власні ідеї, і вдома у Ульріха в Берклі проходила подальша робота над матеріалом.
«Enter Sandman» народилася з гітарного рифу, який придумав Геммет. Спочатку риф укладався в два такти, але пізніше Ульріх запропонував грати перший такт тричі. Музика була написана швидко, але Гетфілд довгий час не міг закінчити з вокалом та текстом. Текст до «Enter Sandman» був написаний ледь не пізніше, ніж до всіх інших композицій альбому. Гетфілду здавалося, що музика до пісні дуже легко сприймається і має комерційну спрямованість, і на противагу цьому він вирішив написати текст про руйнування сімейного щастя, зокрема посилаючись на СНДС.. Вперше за всю історію гурту Ульріх та продюсер Боб Рок сказали Джеймсу, що він міг би написати текст і краще. На думку Ульріха, ще до того, як були написані слова, «Enter Sandman» був основою альбому.
Інструментальний демо-запис був зроблений 13 вересня 1990 року. Альбом Metallica, переважно, записувався в Лос-Анжелесі на студії One on One в період з жовтня 1990 року по червень 1991 року, правда один тиждень гурт працював у Ванкувері. Процес запису був для музикантів незвичним: новий продюсер Боб Рок запропонував музикантам прописувати партії разом, а не окремо.
У пісні присутній ефект, який Гетфілд назвав «стіною гітар»: музикант записав три доріжки з однаковим рифом ритм-гітари. За словами звукорежисера Ренді Стауба, барабани записувалися близько 50 разів, оскільки Ульріх працював над кожною секцією пісні окремо. Стауб розповів, що було витрачено багато часу на пошуки оптимального звуку з різних частин кімнати, і, що для запису гітар та барабанів було використано від 40 до 50 мікрофонів. З появою нового продюсера особливу роль придбала партія бас-гітари.
З усіх пісень на альбомі «Enter Sandman» був змікшований першим. Зробити це було нелегко: адже, за задумом, пісня повинна була передавати звучання всього альбому. Мікшування тривало 10 днів.

## Музика та текст
В альбом Metallica увійшли достатньо нескладні композиції, в тому числі і «Enter Sandman», тоді як попередній альбом …And Justice for All був значно складнішим з музикальної точки зору. Ларс Ульріх схарактеризував «Enter Sandman» як «пісню одного рифу, в якій всі секції були зроблені з головного програшу, написаного Гемметом».
«Enter Sandman» написана в темпі 123 Bpm. Пісня починається з гітарного вступу, схожого з основним рифом; за ним слідує акорд мі мінор з ефектом «вау-вау». Після цього вступає том-том, і гітари з ефектом дисторшн ведуть основний риф, який починається з 56 секунди, використовуючи варіації тритону мі—сі-бемоль. П.Дж. Ховорт у своїй книзі The Wah-Wah Book схарактеризував основний риф як «зловісний». Далі слідують частини основної структури пісень: куплет, перед-приспів та приспів. В останніх двох тональність піднімається на цілий тон: з мі в фа-дієз. Після другого приспіву Геметт грає гітарне соло з ефектом вау-вау у декількох гамах, зокрема у мі-мінорній пентатоніці, сі мінорі, фа-дієз мінорі, мі мінорі та дорійський ладі у тональності мі мажор. Далі звучить брейк, під час якого можна почути гітарний вступ, барабани та голос Гетфілда. Він вчить дитину перед сном читати молитву «Now I Lay Me Down to Sleep», а після співає колискову «Hush, Little Baby». Далі слідує приспів та після цього пісня затихає. Під час цього музиканти грають вступ у зворотній послідовності нот.
За словами оглядача AllMusic Кріса Тру, текст пісні присвячений кошмарам та всьому, що з ними пов'язано. У «Enter Sandman» йдеться про персонажа фольклору піщаного чоловіка, який, згідно з повір'ями, сипле дітям, що загралися допізна, в очі чарівний пісок, примушуючи їх засипати.

## Реліз та критика
Спочатку передбачалося, що першим вийде сингл «Holier Than Thou». Згідно з фільмом «A Year and a Half in the Life of Metallica», Боб Рок сказав музикантам, що п'ять-шість пісень з альбому стануть класикою, причому не тільки для шанувальників, але і для радіостанцій. Він вважав, що першою піснею, яка побачить у світ повинна стати «Holier Than Thou». За словами Боба, першим, хто відчув необхідність спочатку видати «Enter Sandman» був Ульріх. Пізніше з ним погодилися інші учасники гурту і було ухвалено рішення вчинити саме так.
Сингл вийшов 29 липня 1991 року, за два тижні до релізу Metallica. Альбом посів перше місце в Billboard 200 і був проданий у всьому світі накладом понад 22 000 000 копій, що, за словами Кріса Тру, дозволило «Enter Sandman» стати найвпізнаванішою композицією в рок-музиці всіх часів. Сингл посів шістнадцяте місце в Billboard Hot 100 і п'яте в UK Singles Chart. 30 вересня 1991 року він став другим синглом гурту, який отримав статус золотого: було продано більше 500 000 копій. Крім того, 1992 року пісня номінувалася на премію Греммі за «найкращу рок-композицію», але поступилася «The Soul Cages» Стінга.
Критики добре прийняли «Enter Sandman». Оглядач Allmusic Кріс Тру назвав її «найкращим моментом гурту» а також сказав, що це «вибуховий метал стадіонного рівня, енергетика якого захоплює зі вступу до самого кінця». Стів Х'ю в своєму огляді на Allmusic називає «Enter Sandman» однією з найкращих пісень альбому Metallica. Журналіст з Rolling Stone Роберт Палмер назвав пісню першою колисковою в стилі метал. Стів Сід з Бі-Бі-Сі схарактеризував «Enter Sandman» як драматичну та зазначив, що нові мотиви показали зміни у звучанні гурту. Тім Гріерсон з журналу Blender сказав, що текст пісні возз'єднує звичаї, пов'язані зі сном дитини з кошмарними образами та похвалив головний риф.

### Схвалення
| Публікатор            | Країна          | Список                                 | Рік  | Місце |
| --------------------- | --------------- | -------------------------------------- | ---- | ----- |
| Rolling Stone         | США             | 500 найкращих пісень усіх часів        | 2004 | 399   |
| Kerrang!              | Велика Британія | 100 найкращих синглів усіх часів       | 2002 | 4     |
| VH1                   | США             | 40 найкращих пісень в стилі метал      |      | 22    |
| VH1                   | США             | 100 найкращих пісень 90-х              |      | 18    |
| VH1                   | США             | 100 найкращих пісень останніх 25 років | 2003 | 88    |
| VH1                   | США             | Найкращі пісні в стилі хард-рок        |      | 5     |
| Зала слави рок-н-ролу | США             | 500 пісень, що створили рок            | 1994 | 165   |
| Q                     | Велика Британія | 1001 найкраща пісня                    | 2003 | 55    |
| Q                     | Велика Британія | 100 пісень, які змінили світ           | 2003 | 81    |
| Total Guitar          | Велика Британія | Найкращі 20 рифів                      | 2004 | 5     |

## Відеокліп

Кадр з відеокліпу

«Enter Sandman» був першим кліпом з альбому Metallica, і другим, зробленим гуртом за всю його історію. Також це перша робота Metallica з режисером Вейном Ішамом, який пізніше зняв ще 5 відеокліпів. Відео було закінчене 3 липня 1991 року в Лос-Анжелесі, а презентація відбулася 30 липня, за два тижні до виходу альбому.
Сюжет кліпу повністю відтворює ідею пісні: спочатку можна побачити хлопчика, якому сняться кошмари, і після цього — старого чоловіка (Р. Г. Армстронг), а також учасників гурту, що виконують «Enter Sandman». Хлопчикові сниться, що він тоне, падає з вершини будівлі, а в кінці кліпу кидається зі скелі, рятуючись від вантажівки. Поки хлопчик читає молитву за ним спостерігає старий. Під час всього відео зображення постійно мерехтить.

## Виконання та кавер версії
Metallica виконувала «Enter Sandman» майже на всіх своїх концертах одразу після того, як він вийшов. Живу версію пісні гурт видав на відео: Live Shit: Binge & Purge, Cunning Stunts та S&M. Обговорення «Enter Sandman» можна побачити на A Year and a Half in the Life of Metallica та Classic Albums: Metallica — Metallica, а відеокліп на композицію — на The Videos 1989—2004. Metallica грала пісню на різних пам'ятних концертах: 1991 року на церемонії нагородження за найкраще відео за версією MTV, на Греммі 1992 року, на концерті пам'яті Фредді Мерк'юрі, на Live Earth і на церемонії внесення до Зали слави рок-н-ролу.
Під час туру на підтримку альбому Load гурт влаштовував постановки подій під час виконання «Enter Sandman»: одного разу почала руйнуватися світлова вежа. Ці сцени можна побачити на Cunning Stunts. 6 червня 2004 року на фестивалі Download в Англії пісню виконали за участю Джонаса Джордісона з гурту Slipknot, який замінив на барабанах захворілого Ульріха.
Багато відомих виконавців робили кавер-версії на «Enter Sandman», серед них: Motörhead, Pantera, Apocalyptica, Річард Чіз, Reel Big Fish, Tropikal Forever, Die Krupps, Пет Бун та What About Bill? Кавер від Motörhead в 2000 році був номінований на Греммі за найкращий виступ у стилі метал, але поступився призом пісні Black Sabbath «Iron Man».
Пісню можна почути перед початком спортивних змагань: особливо у команди Нью-Йорк Янкіз, домашніх виступах Лос-Анджелес Ейнджелс-оф-Анахайм та інших. Також пісня звучить, коли американський реслер Сендмен виходить на ринг. «Enter Sandman» задіяний в іграх «Rock Band» і «Guitar Hero: Metallica».
Пісня транслювалася в першій серії Мислити як злочинець.
«Enter Sandman» можна почути на атракціонах в Каліфорнії.
Пісня звучить при оголошенні складу московського «Локомотива» під час домашніх матчів.

## Список композицій
Американський сингл
1. «Enter Sandman»
2. «Stone Cold Crazy»

Інтернаціональний CD сингл
1. «Enter Sandman»
2. «Stone Cold Crazy»
3. «Enter Sandman (Demo)»

Інтернаціональний 12″ вініл сингл (4 треки)
1. «Enter Sandman»
2. «Stone Cold Crazy»
3. «Holier Than Thou (Work In Progress)»
4. «Enter Sandman (Demo)»

Інтернаціональний 12″ вініл сингл (3 треки)
1. «Enter Sandman»
2. «Stone Cold Crazy»
3. «Enter Sandman (Demo)»

Інтернаціональний 7″ вініл сингл
1. «Enter Sandman»
2. «Stone Cold Crazy»

Інтернаціональний 7″ вініл фото диск сингл
1. «Enter Sandman»
2. «Stone Cold Crazy»

Австралійський 2-трековий CD сингл
1. «Enter Sandman»
2. «Stone Cold Crazy»

Японський 2-трековий 3″ CD сингл
1. «Enter Sandman»
2. «Stone Cold Crazy»

## Позиції в чартах і сертификації
| Чарт (1991)                  | Найвищий рядок |
| ---------------------------- | -------------- |
| Австралія                    | 10             |
| Бельгія (Фландрія)           | 46             |
| Велика Британія              | 5              |
| Ірландія                     |                |
| Іспанія                      | 1              |
| Італія                       | 20             |
| Канада                       | 17             |
| Нідерланди                   | 10             |
| Нова Зеландія                | 8              |
| Норвегія                     | 2              |
| США (Hot 100)                | 1              |
| США (Mainstream Rock Tracks) | 1              |
| Німеччина                    | 9              |
| Швейцарія                    | 11             |
| Швеція                       | 14             |

| Країна                | Сертифікат   |
| --------------------- | ------------ |
| Австралія (ARIA)      | Платиновий   |
| Велика Британія (BPI) | Золотий      |
| США (RIAA)            | 2×Платиновий |